# Cryptolestes weisei
Cryptolestes weisei är en skalbaggsart som först beskrevs av Edmund Reitter 1879.  Cryptolestes weisei ingår i släktet Cryptolestes, och familjen ritsplattbaggar. Enligt den finländska rödlistan är arten sårbar i Finland. Arten har ej påträffats i Sverige. Artens livsmiljö är naturmoskogar.